# ماریسویل (کانزاس)
ماریسویل (به انگلیسی: Marysville) شهری در ایالت کانزاس کشور ایالات متحده آمریکا است که جمعیت آن در سرشماری سال ۲۰۱۰ میلادی، ۳٬۲۹۴ نفر بوده‌است.